# Route départementale 199 (Yvelines)
Pour les articles homonymes, voir Route départementale 199.
La route départementale 199 ou D199, est une route du département français des Yvelines.
Commençant sur la commune de La Queue-les-Yvelines, elle se termine à Millemont Giratoire accès RN12.
La majeure partie de la route est issue de l'ancien tracé de la RN 12 qui traversait La Queue-les-Yvelines ; cette route nationale dévie le village depuis fin 1971 sous la forme d'une 2×2 voies passant par le sud.

## Localités traversées
- La Queue-les-Yvelines
- Millemont